# Шугарово (село)
Шуга́рово — село в Ступинском районе Московской области в составе Городского поселения Жилёво (до 2006 года — входило в Новоселковский сельский округ). На 2016 год в Шугарово 9 улиц, 2 гск и 19 садовых товариществ, село связано автобусным сообщением с райцентром и соседними населёнными пунктами. В Шугарово действуют средняя школа и дом культуры.

## Население
| 2002 | 2006  | 2010  |
| ---- | ----- | ----- |
| 1558 | ↗1560 | ↗1683 |

Шугарово расположено в центральной части района, на реке Лубянка бассейна реки Каширка, высота центра села над уровнем моря — 169 м. В селе находится железнодорожная платформа Шугарово Павелецкого направления Московской железной дороги.